# Michael Dillschnitter
Michael Dillschnitter (* 27. März 1968) ist ein deutscher Schauspieler.

## Leben und Karriere
Von 1990 bis 1993 spielte er in der ARD-Serie Lindenstraße die Rolle des spastisch gelähmten Rollstuhlfahrers Christoph Bogner (Folgen 235–400). Die Rolle sollte beweisen, dass Behinderte ihr Leben eigenständig meistern können.
Dillschnitter lebt in Euskirchen. Er ist in der Kommunalpolitik für die SPD tätig und im Trägerverein des Service-Hauses, einem integrativen Wohnmodell, das eine Wohnanlage in Euskirchen betreibt, in dem behinderte und nicht behinderte Menschen unter einem Dach leben, aktiv.
Dillschnitter ist verheiratet und hat einen Sohn.